# Karl Björkman
Karl Georg Björkman, född 18 november 1854 i Österlövsta socken, Uppsala län, död 9 september 1915 i Österlövsta socken,var en svensk lantbrukare och riksdagsman.
Björkman var lantbrukare på Lötens gård i Öster-Lövsta. Han var ledamot av riksdagens andra kammare 1900-1902 och medlem i Lantmannapartiet.